# العقاير (الظهار)

تعديل مصدري - تعديل

العقاير هي إحدى قرى عزلة الحوج القبلي بمديرية الظهار التابعة لمحافظة إب، بلغ تعداد سكانها 355 نسمة حسب تعداد اليمن لعام 2004.